# Bān Ramaẕān
Bān Ramaẕān (persiska: بان رمضان) är en ort i Iran.   Den ligger i provinsen Kermanshah, i den västra delen av landet, 400 km sydväst om huvudstaden Teheran. Bān Ramaẕān ligger 1 123 meter över havet och antalet invånare är 127.
Terrängen runt Bān Ramaẕān är huvudsakligen kuperad, men söderut är den platt.Runt Bān Ramaẕān är det ganska tätbefolkat, med 52 invånare per kvadratkilometer. Närmaste större samhälle är Shāhzādeh Moḩammad, 18,0 km söder om Bān Ramaẕān. Omgivningarna runt Bān Ramaẕān är i huvudsak ett öppet busklandskap.